# Zydus Cadila
Zydus Cadila (также известная как Zydus Cadila Healthcare Limited) — индийская транснациональная фармацевтическая компания со штаб-квартирой в Ахмедабаде, штат Гуджарат, Индия, которая в основном производит дженерики. Производитель занял 100-е место в рейтинге из пятисот крупнейших корпораций Индии Fortune India 500 в 2020 году.

## История
Компанию Zydus Cadila в 1952 году основал Раманбхай Патель (Ramanbhai Patel), ранее преподававший в Фармацевтическом колледже L.M., и его деловой партнёр Индравадан Моди (Indravadan Modi). За следующие четыре десятилетия она превратилась в признанную фармацевтическую компанию.
В 1995 году семьи Патель и Моди разделились; доля семьи Моди была переведена в новую компанию под названием Cadila Pharmaceuticals Ltd., а Cadila Healthcare Ltd стала холдинговой компанией семьи Патель. Cadila Healthcare провела первичное публичное размещение акций на Бомбейской фондовой бирже в 2000 году под кодом акций 532321.
25 июня 2007 года компания приобрела Química e Farmacêutica Nikkho do Brasil Ltda (Nikkho) как часть Zydus Healthcare Brasil Ltda. В 2015 году компания приобрела ещё одну индийскую фармацевтическую компанию под названием German Remedies.
В 2010 году Cadila Healthcare получила награду Wellcome Trust в рамках инициативы «Исследования и разработки в области доступного здравоохранения в Индии».
В 2014 году Zydus Cadila Healthcare выпустила первый в мире биоаналог адалимумаба под торговой маркой Exemptia в 5 раз дешевле рыночной цены. Zydus также запустила первый препарат собственной разработки с действующим веществом Сароглитазар для лечения диабетической дислипидемии под торговой маркой «Липаглин».
В 2015 году компания Zydus запустила производство первого в Индии бренда софосбувира — SoviHep. Это аналог препарата Sovaldi от Gilead Sciences, который назначается для лечения хронического вирусного гепатита С. В ноябре 2015 в Индии был зарегистрирован даклатавир — ингибитор белка NS5A, который в комбинации с софосбувиром с эффективностью более 90% лечит самые тяжёлые случаи гепатита С.
После сделки с Bristol-Myers Squibb's на производство даклатасвира акции Zydus выросли почти на 5%.
По итогам 2015 года компания Zydus получила премию «CI Industrial Innnovation Grand Jury» как самая инновационная компания года.
В 2019 году инъекционный Кеторолак трометамин, производимый Zydus (Cadila Healthcare), был отозван из-за роста микробов.
В 2020 году препарат Desidustat от Zydus Cadila получил одобрение USFDA для начала клинических испытаний на онкологических больных.

## Исследования и научная деятельность
Исследовательский центр Zydus (ZRC) - специализированное исследовательское подразделение Zydus Group. Со своей командой, состоящей из более чем 400 специалистов-исследователей, ZRC возглавляет усилия группы по созданию более здоровых и счастливых сообществ во всем мире. Расположенный на площади более 4 75 000 кв. футов, ZRC работает над передовыми технологиями в различных научных дисциплинах для открытия новых терапевтических средств. Центр обладает возможностями для открытия и разработки лекарств от концепции до IND, что позволяет проводить доклинические и клинические исследования.
В 2013 году группа первой идентифицировала, разработала и выпустила на рынок Lipaglyn ТМ (Сароглитазар) - новый препарат для лечения диабетической дислипидемии - глобальной неудовлетворенной потребности здравоохранения. Липаглин - первый препарат NCE из индийской исследовательской линии, вышедший из лаборатории на рынок. Он предлагает двойные преимущества контроля липидов и гликемии в одной молекуле. Это инновация, которая помогла более чем 700 000 людям, страдающим диабетической дислипидемией в Индии, вести более здоровый образ жизни.

## Продукты
Zydus Cadila в числе двадцати пяти фармацевтических предприятий в Индии, которые разрабатывают и производят широкий спектр фармацевтических препаратов, а также диагностических средств, растительных продуктов, средств по уходу за кожей и других безрецептурных препаратов. Начиная с конца 2015 года, заключив добровольное лицензионное соглашение с Gilead, компания производит аналоги препаратов для лечения гепатита С. В том числе софосбувир, даклатасвир и велпатасвир, распространяемые под торговыми марками SoviHep и DaciHep. Позже было открыто производство нового и более эффективного пангенотипного лекарственного средства против гепатита С, включающего Софосбувир/Велпатасвир в одной таблетке SoviHep V.
Производство действующих веществ ведётся на трёх предприятиях в Индии: заводах в городах Анклешвар, Вадодара и Паталганга.

## Разработка вакцины против COVID-19
В феврале 2020 года Cadila Healthcare решила разработать ДНК-вакцину ZyCoV-D против вируса COVID-19 в своем Центре технологий вакцин (VTC) в Ахмедабаде.
20 августа 2021 года трехкомпонентная вакцина ZyCoV-D получила разрешение от Генерального контролера по лекарственным средствам Индии (DCGI) на использование в чрезвычайных ситуациях для взрослых и детей старше 12 лет.
Cadila также входит в число нескольких индийских фармацевтических компаний, получивших лицензионные соглашения от Gilead Sciences на производство ремдесивира.

## Разработка вакцины против гриппа VaxiFlu
Компания Zydus самостоятельно разработала, произвела и выпустила на рынок первую в Индии четырехвалентную инактивированную вакцину против гриппа VaxiFlu - 4. Вакцина обеспечивает защиту от четырех вирусов гриппа: H1N1, H3N2, типа В (Брисбен) и типа В (Пхукет). Предприятие Zydus по производству вакцины против бешенства прошло предварительную квалификацию ВОЗ и является одним из крупнейших предприятий по производству вакцины против бешенства в Индии.

## Акционеры
Основным акционером Zydus Cadila остается семья Патель. Панкадж Раманбхай Патель (1953 г.р.), сын основателя, является председателем компании. В 2004 году Панкадж Патель был включен в ежегодный список богатейших людей Индии Forbes. По состоянию на 2021 год Forbes оценивает собственный капитал Пателя в 3,9 миллиарда долларов, что делает его 32-м самым богатым человеком в Индии.